# 神舟14号
神舟14号（しんしゅう14ごう）は2022年6月5日に打ち上げられた中華人民共和国の有人宇宙船。有人宇宙飛行「神舟」計画のひとつである。

## 歴史
2022年6月5日10時4分10秒（中国時間）に打ち上げられ、地球周回軌道に乗った。

## 宇宙飛行士
| 名前   | 職責   | 飛行次数 | 飛行時間       | 軌道数 |
| ------ | ------ | -------- | -------------- | ------ |
| 陳冬   | 指令長 | 1        | 32天6小時29分  | 516圈  |
| 劉洋   |        | 1        | 12天15小時25分 | 202圈  |
| 蔡旭哲 |        | 0        | －             | －     |